# پروتئین بنس جونز

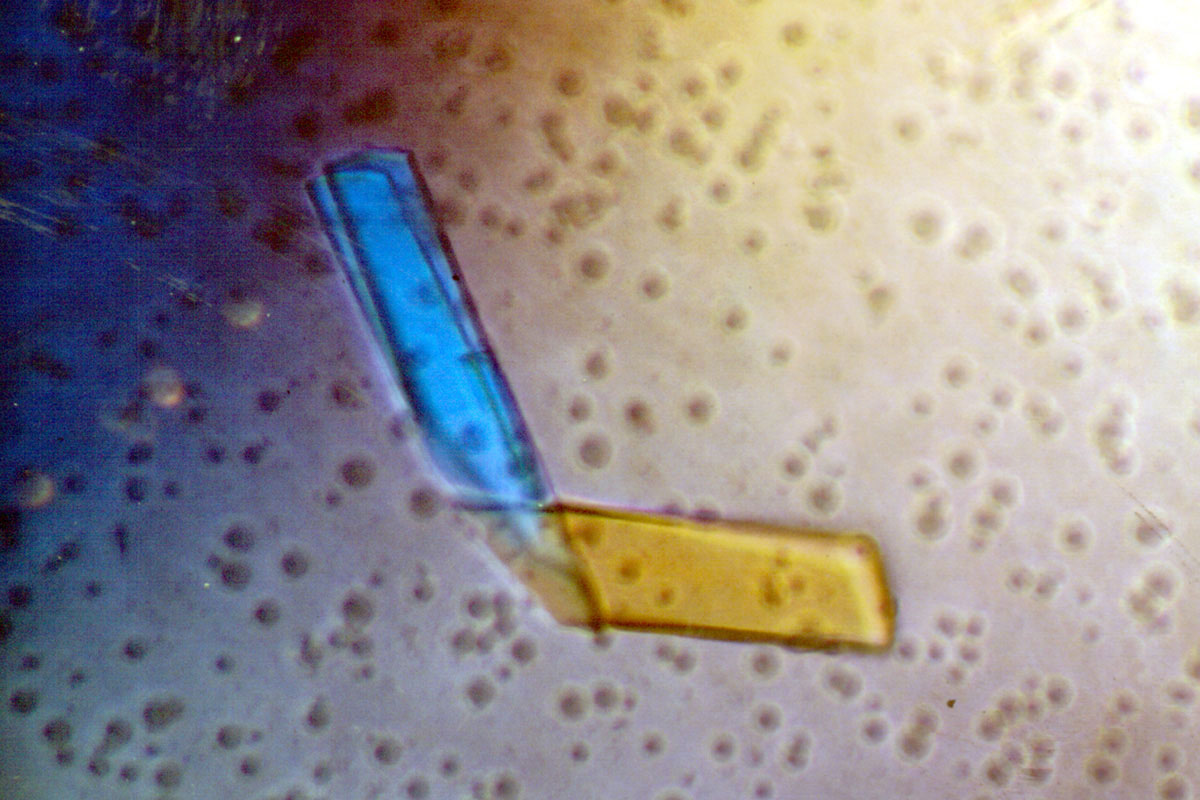
یک کریستال پروتئین بنس جونز

پروتئین بنس جونز (انگلیسی: Bence Jones protein) یک پروتئین گلوبولین مونوکلونال یا زنجیره سبک ایمونوگلوبولین است که در ادرار یافت می‌شود و وزن مولکولی آن ۲۲ تا ۲۴ کیلو دالتون است. تشخیص پروتئین بنس جونز ممکن است نشان دهنده مولتیپل میلوما یا ماکروگلوبولینمی والدنشتروم باشد.
پروتئین‌های بنس جونز به‌ویژه در زمینه تظاهرات ارگان هدف مانند نارسایی کلیه، ضایعات استخوانی لیتیک (یا «پانچ‌شده»)، کم‌خونی یا شمار زیادی از سلول‌های پلاسما در مغز استخوان بیماران، تشخیص‌دهنده مولتیپل میلوم هستند. پروتئین‌های بنس جونز در ۲/۳ موارد مولتیپل میلوما وجود دارد.
پروتئین‌ها زنجیره‌های سبک ایمونوگلوبولین (پاراپروتئین‌ها) هستند و توسط سلول‌های پلاسما نئوپلاستیک تولید می‌شوند. آنها می‌توانند کاپا (بیشتر اوقات) یا لامبدا باشند. زنجیره‌های سبک می‌توانند قطعات ایمونوگلوبولین یا ایمونوگلوبولین‌های همگن منفرد باشند. آنها در ادرار در نتیجه کاهش قابلیت فیلتراسیون کلیه به دلیل نارسایی کلیوی یافت می‌شوند، که گاهی اوقات ناشی از هیپرکلسمی از کلسیم آزاد شده در اثر تخریب استخوان‌ها، کم‌آبی بدن به دلیل پلی اوره، آمیلوئیدوز یا از خود زنجیره‌های سبک است. زنجیره‌های سبک در طول تاریخ با گرم کردن یک نمونه ادرار (که باعث رسوب پروتئین می‌شود) و اکنون با الکتروفورز ادرار غلیظ شناسایی شده‌اند. اخیراً، سنجش‌های زنجیره سبک آزاد سرم در شماری از مطالعات منتشر شده مورد استفاده قرار گرفته‌اند که نشان‌دهنده برتری نسبت به آزمایش‌های ادراری است، به‌ویژه برای بیمارانی که سطوح پایینی از زنجیره‌های سبک آزاد مونوکلونال تولید می‌کنند، همان‌طور که در میلوم مولتیپل غیر ترشحی و آمیلوئیدوز AL دیده می‌شود.

## تاریخچه
پروتئین بنس جونز توسط پزشک انگلیسی هنری بنس جونز در سال ۱۸۴۷ توصیف و در سال ۱۸۴۸ مطالب آن منتشر شد.